# Ivan Śleszyński
Jan  Vladislavovich  Śleszyński , aussi de prénom  Ivan , en russe : Иван Владиславович Слешинский, transcription anglaise  Ivan Vladislavovitch Sleshinsky, (né le 23 juillet 1854 Lysyanka, alors oblast de Kiev ; mort le 9 mars 1931 à Cracovie) est un mathématicien et logicien polonais et russe.

## Carrière
Jan Śleszyński est né en Ukraine de parents polonais ; il étudie à l'université d'Odessa, où il obtient son diplôme en 1875, et à l'université de Berlin, où il obtient son doctorat sous la supervision de Karl Weierstrass en 1882. De 1883 à 1901, il est professeur de mathématiques à Odessa. En 1911, il se rend en Pologne et cette même année, il devient professeur extraordinaire et en 1919 professeur titulaire à l'université Jagellonne de Cracovie. En 1924, il prend sa retraite.

## Travaux
Jan Śleszyński a travaillé notamment sur les fractions continues  et a prouvé, avant et indépendamment d'Alfred Pringsheim  ce qui est appelé maintenant le théorème de Śleszyński-Pringsheim,. En 1892, il publie une version restreinte du théorème central limite, basée sur sa thèse et les travaux d'Cauchy.
Jan Śleszyński est également connu pour ses contributions à la logique mathématique. En 1909, sa traduction annotée du livre L'algèbre de la logique de Louis Couturat est publiée ; elle devient le principal (et le seul) manuel de logique mathématique en Russie. Il publie une monographie en deux volumes sur la théorie de la démonstration : Teoria dowodu (Théorie de la preuve), 1926, 1929) en logique mathématique (avec son élève Stanisław Krystyn Zaremba comme éditeur) ; en 1921 un livre sur la logique traditionnelle et aussi en 1926 un livre sur la théorie des déterminants (le tout en polonais).